# Mesacanthotelson tasmaniae
Mesacanthotelson tasmaniae là một loài chân đều trong họ Phreatoicidae. Loài này được Thomsom miêu tả khoa học năm 1894.